# Gunila Axén
Gunila Anna Margareta Axén, född af Klintberg den 24 april 1941 i Engelbrekts församling i Stockholm, är en svensk textilformgivare. Hon var professor i textildesign på Konstfack i Stockholm 1995–2004. 

## Biografi
Axén är dotter till direktör Rolf af Klintberg och hans hustru friherrinnan Carin Knutsdotter Leijonhufvud. Hon är syster till folklivsforskaren Bengt af Klintberg och clownen Manne af Klintberg.
Åren 1966–1974 var Axén modeillustratör på Dagens Nyheter och hon var medlem i 10-gruppen 1970–1996. Hon drev företaget Axén & Co 1984–2000. 
Gunila Axén finns representerad med ett antal klädesplagg på Röhsska museet och Nationalmuseum i Stockholm.

## Teater

### Kostym
| År   | Produktion                        | Upphovsmän                                | Regi           | Teater        |
| ---- | --------------------------------- | ----------------------------------------- | -------------- | ------------- |
| 1967 | Alltid på en onsdag Any Wednesday | Muriel Resnik Översättning Guje Lagerwall | Kåre Santesson | Lilla teatern |